# Котляровка (Солонянский район)
Котляровка (укр. Котлярівка) — село,
Новопокровский поселковый совет,
Солонянский район,
Днепропетровская область,
Украина.
Код КОАТУУ — 1225055402. Население по переписи 2020 года составляло 173 человек .

## Географическое положение
Село Котляровка находится в 3,5 км от левого берега реки Камышеватая Сура,
на расстоянии в 1 км расположено село Малиновое и в 2-х км — село Дружелюбовка.